# Х-15
Радуга Х-15 (НАТО ознака AS-16 'Kickback') је краткодометна нуклеарна ракета типа ваздух-земља, развијена и произвођена од стране фирме „Радуга“, СССР.
Развој Х-15 је почео касних шездесетих, док је ракета ушла у употребу у раним осамдесетим, ношена од стране Тупољева Ту-22М и других бомбардера. Постоје три варијанте ове ракете: противбродска Х-15А са активним радарским навођењем, Х-15П са радарским трагачем чија је намена уништавање радарских гнезда, и основна Х-15. Осим класичног облика, сама ракета на задњем делу има три мала закрилца, распоређених симетрично, са осама које се секу под угловима од 120°. Овакав дизајн се не среће често у војној индустрији.
По лансирању, Х-15 се пење на висину 30 000 до 40 000 m, на којој су и по дану већ видљиве звезде, на којој се задржава. На овом делу путање брзина ракете је око 5 000 - 5 300 km/h. По приближавању циљу, ракета се устрмљује надоле и погађа тло при брзини од око пет маха.

## Спецификације
- Дужина: 4.78
- Пречник: 455
- Распон крила: 0.92
- Тежина при лансирању: 1 200
- Бојева глава: 150
- Навођење: инерцијанло, актовно радаром или праћење радарских фарова
- Максимална брзина: око пет махова
- Домет: 150
- Прецизност: непозната